# Aldea del Fresno
Aldea del Fresno és un municipi de la Comunitat de Madrid. Limita al nord amb Chapinería, Navas del Rey i San Martín de Valdeiglesias; al sud, amb Méntrida i Santa Cruz del Retamar; a l'est amb Villamanta i Villamantilla, i a l'oest amb Villa del Prado.

## Història
El poble és d'origen ibero-romà, i va ser ocupat per les legions d'August, encara que durant l'edat mitjana va ser totalment destruït i després va passar a formar part dels regnes cristians, i del sexme de Casarrubios. En 1627 va passar a possessió de Catalina de Mendoza, més tard nomenada Marquesa de la Fresneda, Vescomtessa i Senyora del Fresno. En 1833 el llogaret va ser inclòs en la província de Madrid. El 1891 es va instal·lar via fèrria que passava pel municipi, però ja en 1970 va deixar de funcionar; en l'actualitat s'està intentant adaptar com a via verda.